# Cap de Sant Sebastià
El cap de Sant Sebastià és un cap de la Costa Brava, situat a Llafranc, al municipi de Palafrugell. Delimita el punt nord de l'espai conegut com a Mar catalana, juntament amb el cap de Favàritx a la costa de Menorca. Als grans penya-segats del cap s'hi poden trobar atzavares, figueres, pinedes i alzinars.
L'última punta del cap de Sant Sebastià, que mirava en direcció a Llafranc, es coneix amb el nom del Pinell.

## Far de Sant Sebastià
Dalt del promontori del cap, hi ha el conegut far de Sant Sebastià, a una altitud de 168 metres sobre el nivell del mar, amb la seva llum que arriba fins a 32 milles nàutiques, cosa que el fa el més potent del litoral català i un dels de més gran abast del món.

## Imatges

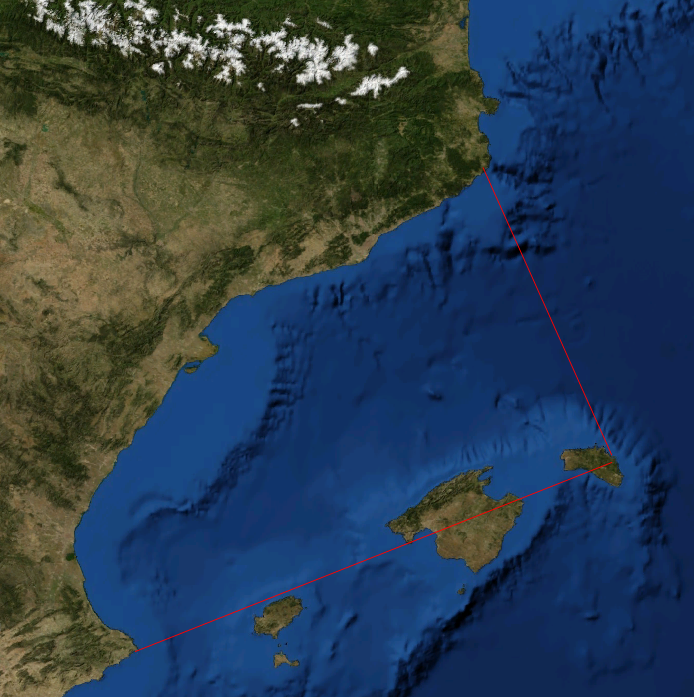
Delimitació de la Mar Catalana
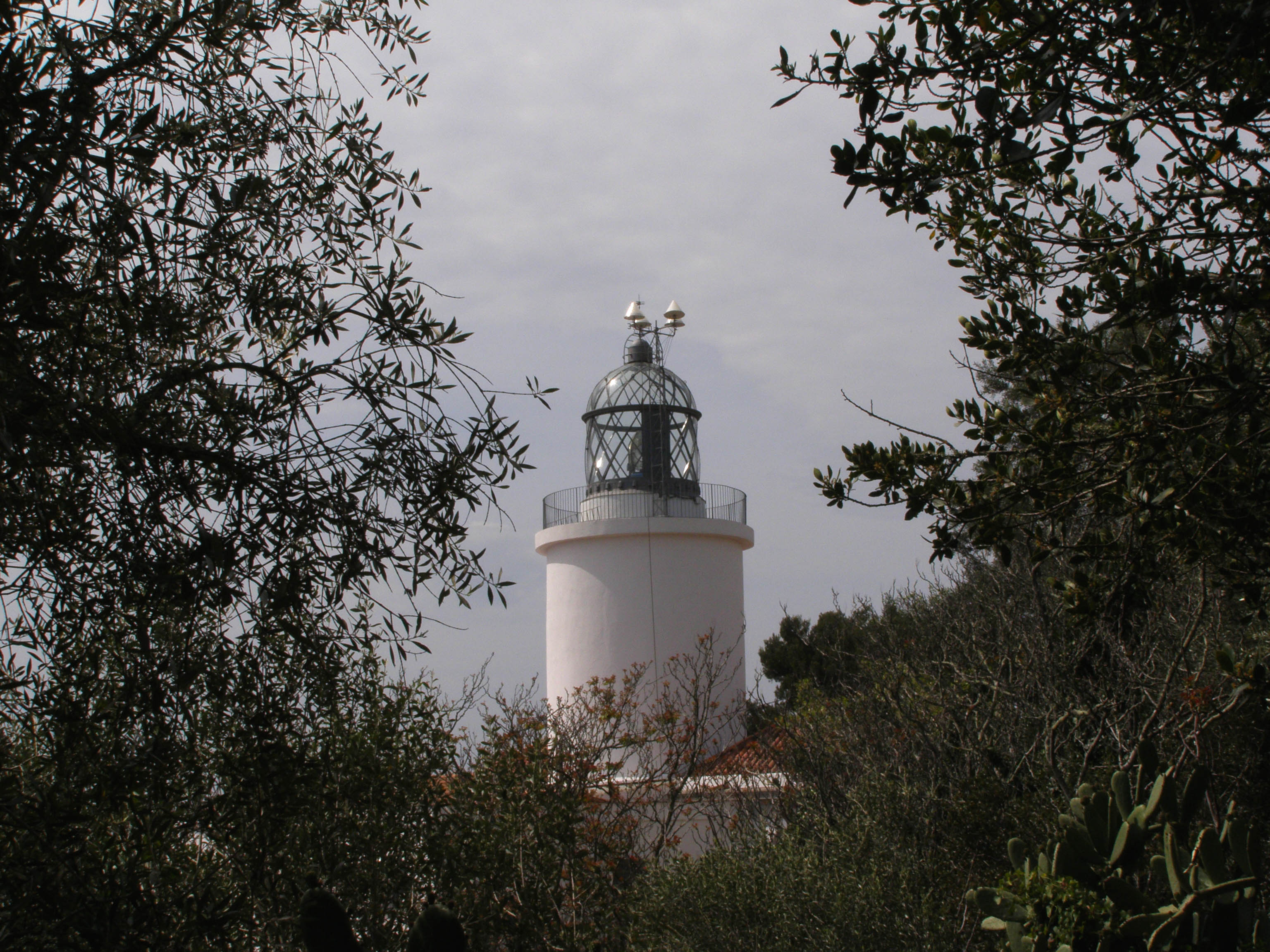
far de Sant Sebastià
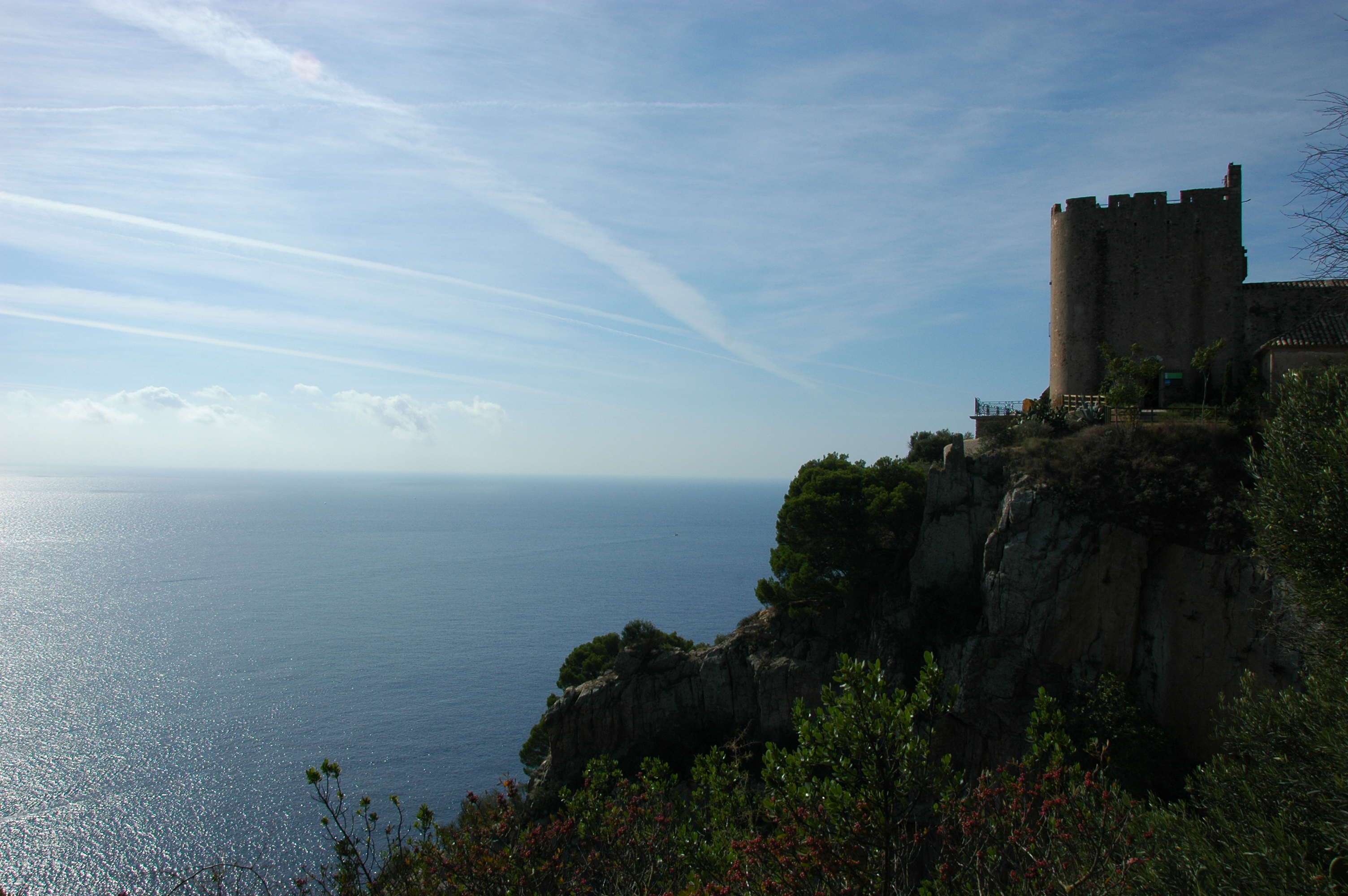
Conjunt Monumental de Sant Sebastià de la Guarda